# Dario Franchitti

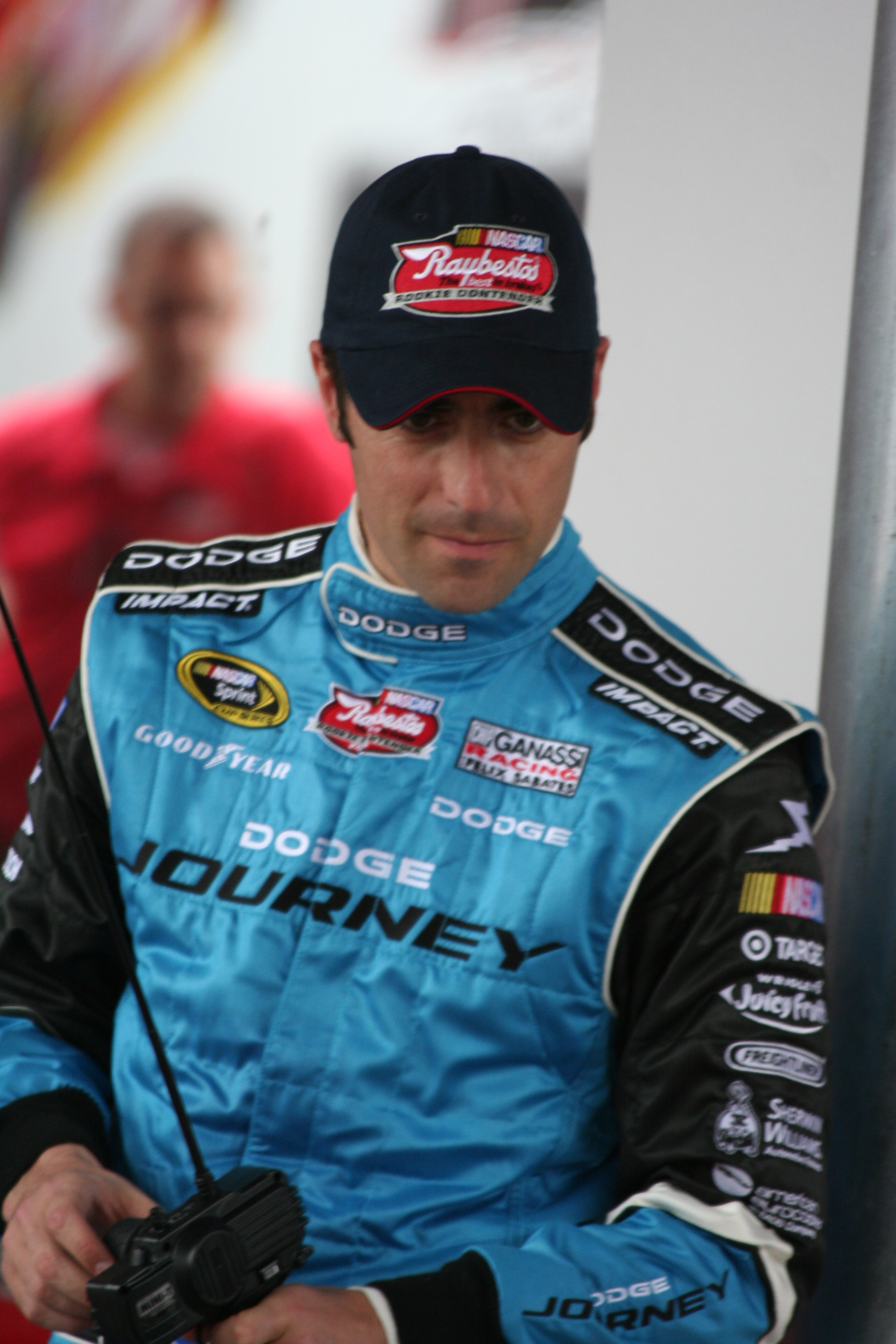
Dario Franchitti durante las Speedweeks de Daytona de 2008.

George Dario Marino Franchitti (Bathgate, Escocia; 19 de mayo de 1973) es un expiloto de automovilismo británico descendiente de italianos. Ganó las 500 Millas de Indianápolis de 2007, 2010 y 2012, siendo uno de los extranjeros más exitosos en la carrera. 
El escocés fue campeón de la IndyCar Series en 2007, 2009, 2010 y 2011, subcampeón de la CART en 1999, tercero en 1998 y cuarto en 1998, resultado que repitió en la IndyCar 2005. Entre ambas obtuvo 31 victorias, que lo colocan octavo en el historial de campeonatos estadounidenses de monoplazas, y alcanzó 91 podios.
Por otra parte, Franchitti obtuvo el primer puesto en las 24 Horas de Daytona de 2008, el segundo en 2011, el cuarto en 2012 y el quinto en 2009. Además, venció en las 12 Horas de Sebring de 2007 en la división LMP2. El 14 de noviembre de 2013, se anunció que Franchitti se retiraba del automovilismo después de las lesiones sufridas durante la segunda manga del Gran Premio de Houston de ese año.

## Inicios en el automovilismo
Franchitti nació en Bathgate, West Lothian, Escocia. Mientras atendía al colegio Stewart's Melville en Edimburgo, comenzó su interés en el kartismo. Allan McNish ha dado crédito a la familia de David Leslie por su apoyo inicial en su carrera y la de David Coulthard y Franchitti. Franchitti ganó el Campeonato Junior de Kartismo Escocés en 1984, el Campeonato Junior Británico en 1985 y 1986 y el título Escocés principal en 1988. Progresó a la Formula Vauxhall Junior donde ganó el campeonato con cuatro victorias en 1991. 
Participó en la Formula Vauxhall Lotus en 1992 con el equipo Paul Stewart Racing. En su primer año, terminó cuarto en el campeonato general, y fue proclamado el Piloto Joven del Año de McLaren/Autosport. Se mantuvo con el mismo equipo en el mismo campeonato para ganarlo en 1993. 
Durante su participación en la Fórmula 3 Británica en 1994 terminó cuarto en el campeonato, ganando una carrera en su primer año. Sin embargo, no pudo continuar en el campeonato el próximo año y ese fue su último año en monoplazas en Europa. 
Franchitti fue contratado por Mercedes-AMG para competir de manera oficial en el Deutsche Tourenwagen Meisterschaft y el Campeonato Internacional de Turismos (ITCC). En 1995, quedó quinto en el DTM y tercero en el ITCC, y resultó cuarto en el ITCC al año siguiente.
En 1997, le fue ofrecido un contrato para convertirse en el piloto de pruebas de McLaren, lo que le hubiera obligado a viajar a Europa para las pruebas entre semana, y regresar a Estados Unidos para correr en CART. Franchitti prefirió enfocar su energía en CART y rechazó la oferta.
En el 2000, Franchitti hizo pruebas para el equipo Jaguar F1 en Silverstone pero el auto demostró tener problemas, los cuales combinados con su recuperación del accidente que había tenido en Homestead ese año causaron que las pruebas fuera decepcionantes y la puerta para correr con Jaguar se cerró.

## CART

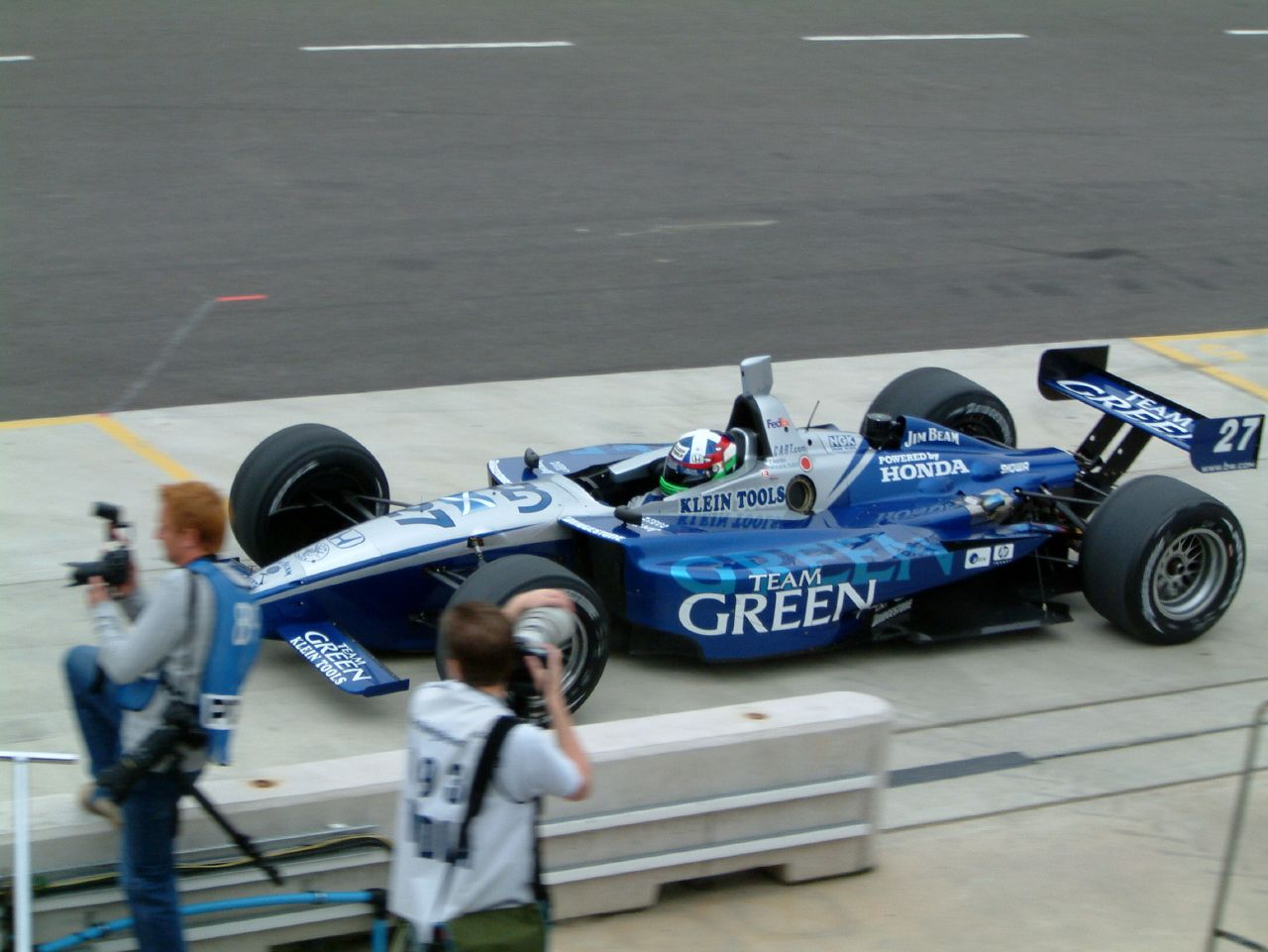
Franchitti en la CART em 2002

Al desaparecer el DTM y el ITCC, Franchitti, con la ayuda de Mercedes, partió para América en 1997 y se sumó al equipo Hogan Racing de la Serie CART. Finalizó la temporada en 20.ª posición, con un noveno puesto en Surfers Paradise como mejor resultado. En 1998, fue fichado por el equipo Team Green al mismo tiempo que el canadiense Paul Tracy. El escocés ganó tres carreras (Road America, Vancouver y Houston) y quedó tercero en el campeonato, por detrás de los dos pilotos de Chip Ganassi Racing. En 1999, empató en puntos con el colombiano Juan Pablo Montoya pero perdió el campeonato por haber conquistado tres competencias (Toronto, Detroit y Surfers Paradise) contra siete de su rival. El final de la temporada se vio impactado por el fatídico accidente del amigo cercano de Franchitti, Greg Moore, quien murió en la carrera Marlboro 500 en el autódromo California Speedway. 
El rendimiento de Franchitti decayó en el 2000, gracias a un accidente en las pruebas previas al inicio de la temporada que le causó una contusión y fractura de cadera y pelvis. La contusión que sufrió fue tan severa que el escocés a asegurado que su personalidad cambió y le tomó dos años en recuperarse completamente de la lesión. Con dos segundos puestos y dos terceras colocaciones, el piloto escocés finalizó la temporada en un lejano 13.er lugar. En 2001 volvió a ganar una carrera (Cleveland), mas una mala segunda mitad de año lo relegó al séptimo puesto global. El piloto alternó en 2002 tres victorias, en Vancouver (la cual dedicó a Greg Moore, quien era vecino de la zona), Montreal y Rockingham, y cuatro podios adicionales con varios abandonos, con lo cual terminó esa temporada en cuarta colocación. Ese mismo año, finalizó 19.º en las 500 Millas de Indianápolis de la IndyCar Series.

## IndyCar, American Le Mans y NASCAR

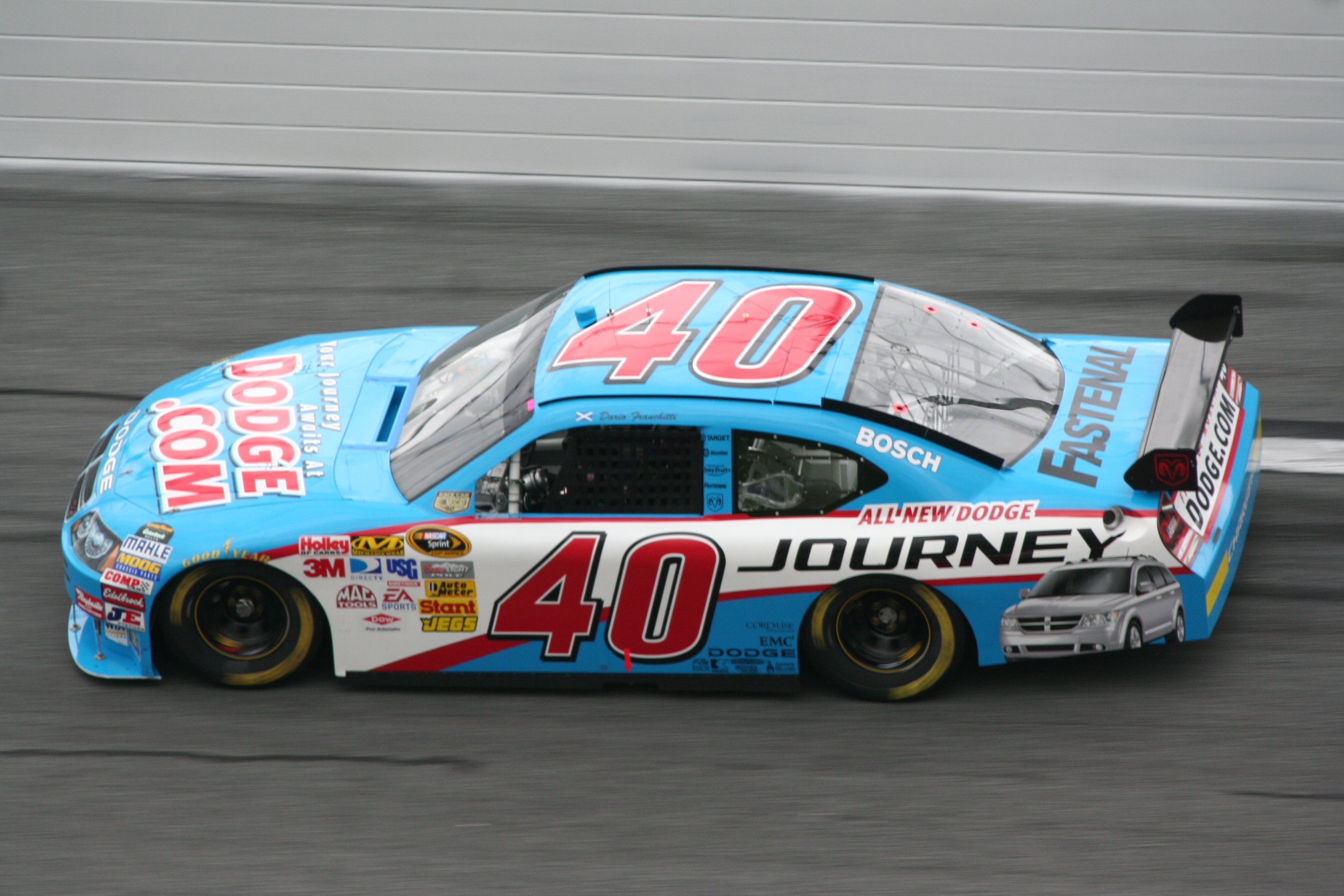
Franchitti en la NASCAR en 2008

Franchitti acompañó a Team Green en su transición hacia la IndyCar en 2003. Sin embargo, un accidente fuera de las pistas previo a la tercera fecha del campeonato lo dejó fuera de actividad. En su retorno en 2004, el escocés ganó dos carreras (Milwaukee y Pikes Peak) y terminó el año en sexto lugar. Con victorias en Nashville y Fontana, Franchitti fue cuarto en 2005 por detrás de sus compañeros de equipo Dan Wheldon y Tony Kanaan y del piloto de Team Penske Sam Hornish Jr.
En la temporada 2006, los equipos Ganassi y Penske superaron ampliamente a Andretti Green Racing (el equipo había cambiado de nombre en 2004). El piloto escocés apenas pudo alcanzar un segundo y un tercer puesto, y terminó el año octavo.
Su situación se revirtió por completo en 2007, al obtener cuatro victorias y 11 podios en 17 carreras. Triunfó en las 500 Millas de Indianápolis al detenerse la prueba por lluvia. En junio ganó en Iowa y Richmond, pero en agosto tuvo dos choques con vuelco en Míchigan y Kentucky, el segundo de ellos luego de haber recibido el banderazo final sin que él se percatara. En la última carrera del año, Franchitti peleaba la punta de la carrera con su rival en la lucha por el título, Scott Dixon. A media vuelta del final, el neozelandés se quedó sin combustible y llegó segundo al ser superado por Franchitti, en tanto que el escocés conquistó la carrera y el campeonato. Ese mismo año fue segundo en las 12 Horas de Sebring y primero en la división LMP2 de la ALMS, al volante de un Acura del equipo Andretti Green y junto con Bryan Herta y Tony Kanaan.
Un mes más tarde, Franchitti anunció que competiría el año siguiente en la NASCAR Cup Series y la NASCAR Nationwide Series por el equipo Ganassi. Como experiencia previa, corrió en una carrera de la ARCA Series y otra de la NASCAR Truck Series en 2007. Sus resultados magros le impidieron conseguir suficientes auspiciantes, por lo cual abandonó la Cup Series a mitad de la temporada 2008.
Tras abandonar en las 24 Horas de Daytona y llegar quinto en las 12 Horas de Sebring, el piloto escocés retornó a la IndyCar para 2009, en este caso con el equipo Ganassi. Peleó la punta del torneo durante todo el año con su compañero de equipo, Dixon, y el piloto de Penske Ryan Briscoe. Le arrebató el título a ambos en la última carrera en Homestead, debido a una acertada estrategia de repostaje de combustible que le permitió ganar por quinta vez (ya lo había logrado en Long Beach, Iowa, Toronto y Sears Point). En 2010, Franchitti ganó por segunda vez las 500 Millas de Indianápolis, la que sumada a otras dos en Mid-Ohio y Chicagoland, tres segundos puestos, cuatro terceros y tres quintos le valieron su tercer título en la categoría frente a Will Power de Penske, que ganó cinco carreras en circuitos mixtos pero ninguna en óvalos.

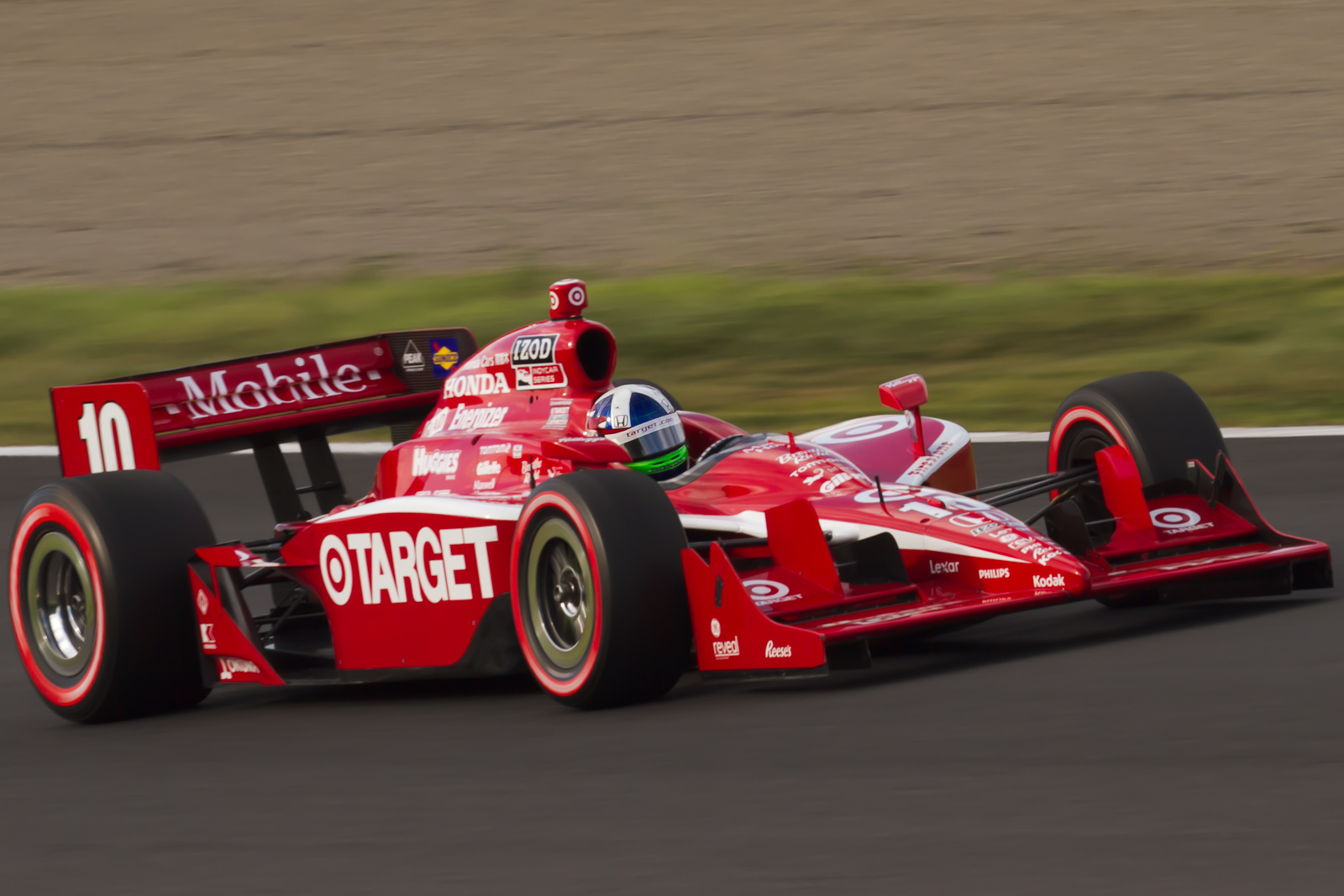
Franchitti en la IndyCar Series en 2011

En 2011, Franchitti cosechó cuatro victorias en San Petersburgo, Texas 1, Milwaukee y Toronto, dos segundos lugares, tres terceros y tres cuartos. Su mayor regularidad que Will Power permitió al británico sumar su cuarta corona frente al australiano. Esta cuarta corona, tendría un sabor duramente amargo para Franchitti, ya que en la última fecha del torneo, perdería la vida su excompañero de equipo y gran amigo Dan Wheldon en un accidente múltiple en Las Vegas.
El británico logró su tercera victoria en las 500 Millas de Indianápolis en 2012, luego de remontar desde el fondo tras un incidente en la primera detención en boxes. Celebró el triunfo llevando al podio lentes oscuros con marco blanco, similares a los que solía usar Wheldon. Sin embargo, no logró adaptarse del todo al nuevo automóvil Dallara DW12, al conseguir solamente cuatro podios y siete top 10 en 15 fechas, terminando así séptimo en el campeonato y cortando su racha de títulos consecutivos. Más tarde disputó Petit Le Mans en un HPD ARX-03b para Level 5 junto a su hermano Marino Franchitti y Scott Tucker, finalizando tercero absoluto y segundo en la clase P2.
El piloto obtuvo cuatro podios y siete top 5 en 2013, pero ninguna victoria. Por tanto, resultó décimo en el campeonato, su peor actuación en monoplazas desde la temporada 2000. Asimismo, participó en las 24 Horas de Daytona y la fecha de Laguna Seca de la Grand-Am Rolex Sports Car Series con Ganassi, logrando el tercer puesto en la última.
Sin embargo Dario sufrió un accidente fortísimo en la segunda manga de la carrera de IndyCar en Houston, en la que él y 13 espectadores fueron heridos. Franchitti sufrió una fractura vertebral, fractura de tobillo derecho y una contusión, de modo que el 14 de noviembre de 2013, se confirmó que el escocés se retiró de la competición después de las lesiones sufridas durante el Gran Premio de Houston.

## Vida personal
Franchitti es hijo de Marina y George Franchitti, ambos nacidos en Escocia. La mayoría de sus ancestros son italianos. Originalmente de Bathgate, su familia se mudó a la cercana Whitburn cuando tenía ocho años. Franchitti apoya al Club de Fútbol Celtic. Franchitti se casó con la actriz americana Ashley Judd en diciembre de 2001 en el Castillo Skibo cerca de Dornoch, Escocia. Se divorciaron en buenos términos en el 2013, y continúan siendo amigos. Poco después, Franchitti se volvió a casar, esta vez con Eleanor Robb, con quien tiene dos hijas: Sofía (nacida en noviembre de 2015) y Valentina (nacida en febrero de 2019).
Franchitti fue nombrado Miembro de la Orden del Imperio Británico (MBE) en 2014 por sus servicios al automovilismo.
Es el hermano mayor de Marino Franchitti y primo de Paul di Resta, también pilotos de automovilismo.